# 岡山市立財田小学校
岡山市立財田小学校（おかやましりつさいでんしょうがっこう）は、岡山県岡山市中区長岡にある公立小学校である。

## 概要
旧岡山市の東端近くに位置し、南は操山東端、そして芥子山を南東にひかえた東西約３km、南北約２kmのほぼ正方形に近い形状をした学区であり、北端を東西に山陽本線、新幹線、赤穂線が走り、学区の北東端に東岡山駅がある。旧国道２号線は学区のほぼ中央部を貫き交通量が多い。
学区は岡山平野の一部に属し、備前の国府に近く南の山麓には鎌倉幕府の執権最名寺入道時頼ゆかりの「岩間の桜」のある最明寺が現存する。
近年、岡山市東部の工業地区として鉄工業関係の企業が集まり、東岡山鉄工団地や東岡山県営住宅がある。また、都市化が進むに伴い、人口が増加し児童数急増の傾向が見られる。

## 沿革
- 1876年4月1日 - 本校が開校する。
- 1981年4月1日 - 岡山市立竜之口小学校が分離する。

## 生徒数・教員数
- 2018年度生徒数 - 543名
- 2018年度教員数 - 42名

## 通学区域
- 岡山市中区
- 長岡
- 乙多見
- 下
- 長利
- 神下
- 米田

## 主な進学先
- 岡山市立竜操中学校

## 通学区域が隣接している学校
- 岡山市立幡多小学校
- 岡山市立高島小学校
- 岡山市立竜之口小学校
- 岡山市立古都小学校
- 岡山市立芥子山小学校
- 岡山市立可知小学校